# Gange
(Jawaharlal Nehru, Discovery of India)
Il Gange (AFI: /ˈɡanʤe/) è un grande fiume del subcontinente indiano che attraversa le pianure del nord dell'India e il Bangladesh. Ha una lunghezza di 2.525 km, una portata di 12.020 m³/s e le sue sorgenti sono localizzate sul ghiacciaio di Gangotri nello stato indiano dell'Uttarakhand, nell'Himalaya centrale. Sfocia nel Golfo del Bengala con un ampio delta nella regione del Sundarbans. Per millenni ha goduto di una posizione preminente nella religione indù in India ed è adorato nella sua forma personificata della dea Gaṅgā.
Assieme ai suoi affluenti, drena un bacino idrografico che si snoda su una superficie di circa un milione di chilometri quadrati, che supporta una delle regioni più densamente popolate del pianeta Terra. Quasi la metà della popolazione dell'India vive in un terzo del territorio del paese, compreso in 500 km dalla catena Himalaya all'interno della Pianura del Gange (Indo-gangetica).

## Storia
Durante il primo periodo vedico, l'Indo e il fiume Sarasvati erano considerati i grandi fiumi. Ma più tardi il Gange assumerà il posto principale come mostrato dai suoi numerosi riferimenti.
Forse il primo occidentale a citare il Gange, escludendo i mitografi, è stato Megastene. Lo ha fatto diverse volte nella sua opera Indika: " l'India possiede molti e grandi fiumi navigabili che attraversando il paese dopo essersi uniti gli uni con gli altri, rientrano nel fiume chiamato il Gange. Ora questo fiume scorre da nord a sud, e getta le sue acque nel mare che costituisce il confine orientale del Gangaridai, una nazione che possiede una grande forza dagli elefanti di grandi dimensioni. "
A Roma in Piazza Navona, la famosa scultura, la Fontana dei Quattro Fiumi disegnata da Gian Lorenzo Bernini e costruita nel 1651, simboleggia i quattro più grandi fiumi di tutto il mondo allora conosciuti, uno per continente: tra essi c'è appunto il Gange.

## Descrizione

### Il corso del fiume

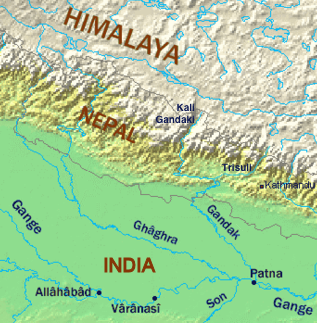
Il Gange e i suoi affluenti.

Il Gange ha origine nell'Himalaya dopo la confluenza di sei fiumi: l'Alaknanda, che incontra il Dhauliganga a Vishnuprayag, il Nandakini a Nandprayag, il Pindar a Karnaprayag, il Mandakini a Rudraprayag e infine il Bhagirathi a Dev Prayag (da questo punto il fiume è noto con il nome di Gange) nello Stato indiano dell'Uttarakhand. Il Bhagirathi è considerato il tratto iniziale vero e proprio del fiume, e le sue sorgenti traggono origine presso il ghiacciaio di Gangotri, ad un'altitudine di 7.756 metri sul livello del mare. Il fiume è alimentato inizialmente dall'acqua che discende da una serie di ghiacciai tra cui quelli del Nanda Devi e del Kāmet.
Dopo aver percorso 200 km attraverso l'Himalaya, il Gange giunge presso le colline di Sivalik alla città di Haridwar, meta di pellegrinaggi. Ad Haridwar una diga ne imbriglia le acque verso il Ganges Canal, che collega il Gange con il suo principale affluente, lo Yamuna. Il Gange, che fino a quel punto è scorso verso sud-est, devia il suo flusso verso est attraverso le pianure del nord dell'India. Il Gange nei suoi primi 800 km di corso oltrepassa la città di Kanpur e in seguito riceve le acque dallo Yamuna vicino alla città di Prayagraj. Questo punto è noto come Sangam ad Prayagraj. Sangam è un luogo sacro per l'Induismo. Secondo antichi testi indù, una volta un terzo fiume, il Sarasvati, si univa agli altri due fiumi in questo punto.
Unendosi a numerosi altri fiumi come il Kosi, Son, Gaṇḍakī e Ghaghra, il Gange forma un formidabile fronte d'acqua nel tratto tra Prayagraj e Malda nel Bengala Occidentale. Nel tratto sopraccitato oltrepassa le città di Mirzapur, Varanasi, Patna e Bhagalpur. A Bhagalpur il fiume, passate le colline di Rajmahal, inizia a scorrere verso sud. A Pakur inizia a diramarsi con un suo primo ramo, il Bhāgirathi-Hooghly, che va a formare il fiume Hooghly. Vicino al confine con il Bangladesh il Farakka Barrage, costruito nel 1974, controlla il flusso del Gange, deviando dell'acqua che va ad alimentare un canale collegato al fiume Hooghly tenuto relativamente libero dal limo.

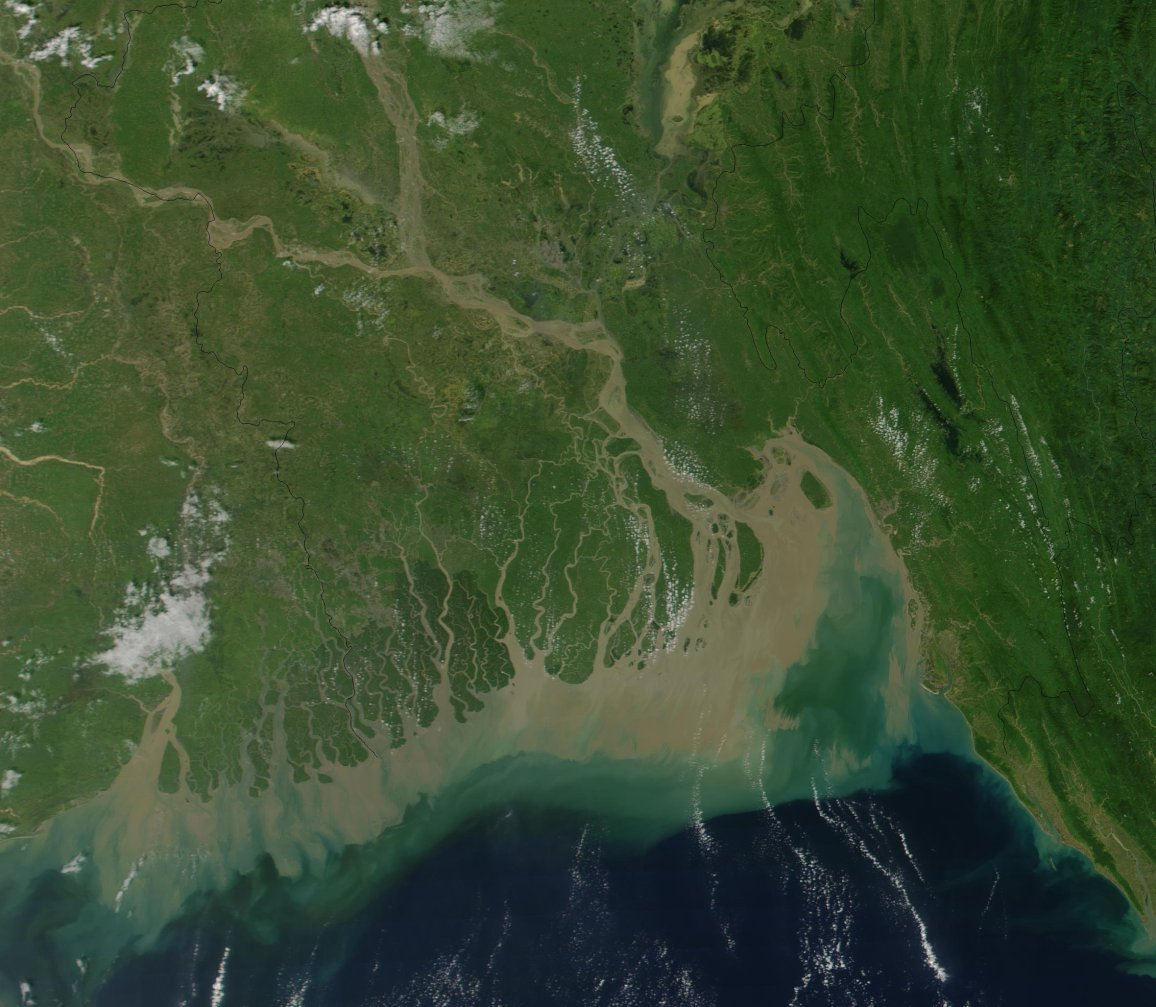
Il delta del Gange

Oltrepassato il confine con il Bangladesh, il ramo principale del Gange è noto come fiume Padma fino al punto in cui incontra il fiume Yamuna, il principale ramo del delta del Brahmaputra. Più a valle il Gange è alimentato dal fiume Meghna, il secondo ramo principale del delta del Brahmaputra, e assume il nome di Meghna.
Con una larghezza di 350 km di delta, il Gange si getta infine nel Golfo del Bengala. Durante il suo corso il fiume ha un regime fortemente torrentizio con portate minime che possono scendere a meno di 600 m³/s e portate massime che possono superare i 50.000 m³/s (dunque esiste un rapporto di 1/8,3 fra portate minime e massime) nelle piene ordinarie. Nel delta Gange-Brahmaputra, quando i due fiumi sono in piena, viene scaricata nel Golfo del Bengala l'enorme portata di 200.000 - 220.000 m³/s. Solo due fiumi, il Rio delle Amazzoni e il fiume Congo, hanno una maggiore portata d'acqua del flusso combinato del Gange, Brahmaputra e del sistema Surma-Meghna.
Il fiume, inoltre, è caratterizzato da un'alta torbidità delle acque (densità dell'acqua: oltre 1,2 kg/dm³), sicché il delta avanza assai sensibilmente nel mare anno dopo anno.

### Ecologia
Il fiume inizia a ricevere le prime acque inquinate poco dopo le sorgenti. Lo sfruttamento commerciale del fiume è aumentato proporzionalmente alla forte crescita della popolazione. Attraversando zone ad alta densità abitativa il Gange raccoglie grandi quantità di sostanze inquinanti, come ad esempio Schistosoma mansoni e coliformi fecali, e berne le acque o semplicemente immergersi in esse per la balneazione comporta un alto rischio di infezione.
Sotto l'aspetto antropico, la pianura gangetica, vasta oltre 1.000.000 km², rappresenta una delle zone del pianeta più densamente popolate e più abitate in senso assoluto, raccogliendo quasi mezzo miliardo di persone. Nel suo bacino si trovano due megalopoli come Delhi e Calcutta, con circa 20 milioni d'abitanti in totale, ma si trovano almeno altri 50 agglomerati con oltre 1 milione di abitanti.
L'UN Climate Report delle Nazioni Unite pubblicato nel 2007 indica che i ghiacciai dell'Himalaya che alimentano il Gange potrebbero scomparire entro il 2030, con il rischio che lo scorrere del fiume diventi un evento stagionale risultante dai monsoni.

## Economia
Il bacino del Gange con il suo terreno fertile è di fondamentale aiuto per il settore agricolo e l'economia di India e Bangladesh. Il fiume e i suoi affluenti forniscono una perenne fonte di acqua per l'irrigazione di una vastissima regione. Le principali colture includono riso, canna da zucchero, lenticchie, semi oleosi, patate, e grano. Lungo le sponde del fiume, la presenza di piccole paludi e laghetti consente una ricca gamma di coltivazioni come ad esempio legumi, peperoncino, senape, sesamo e iuta. È altresì importante per la pesca, anche se il fiume rimane altamente inquinato.
Il turismo è un'altra importante attività con le tre città sante per l'Induismo: Haridwar, Prayagraj e Varanasi, che attirano migliaia di pellegrini alle sue acque.

## Nelle religioni e nelle mitologie

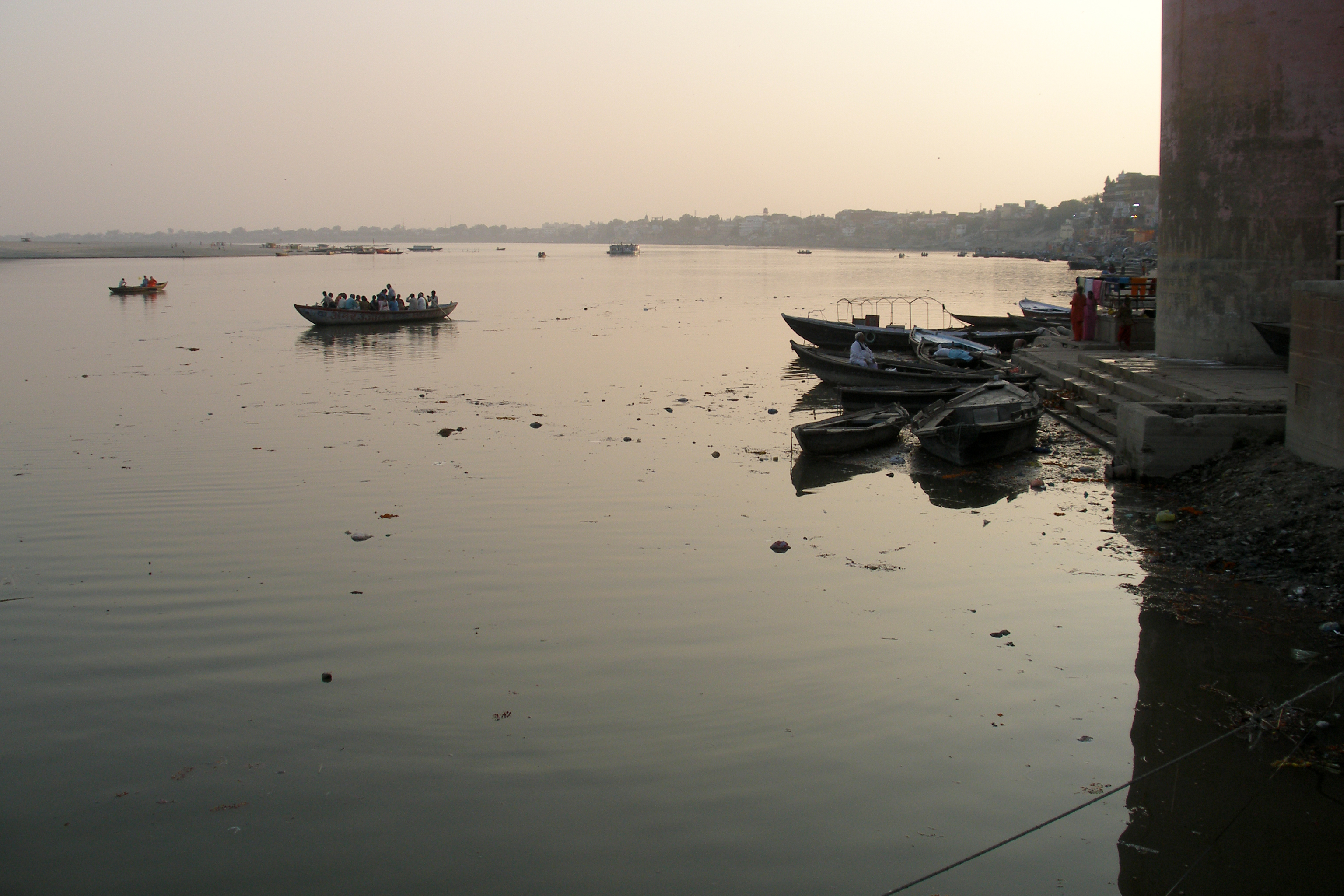
Il Gange a Varanasi.

Secondo gli indù il fiume Gange è sacro. È da loro adorato e personificato come una dea Devī, che detiene un posto importante nell'omonima religione. Per gli indù c'è la convinzione che effettuando il bagno nel fiume (in particolare in talune occasioni) si possa ottenere il perdono dei peccati e un aiuto per raggiungere la salvezza. Le abluzioni mattutine e serali sono normalmente effettuate presso alcune strutture dedicate costituite da scalinate che terminano nel fiume, dette ghat. Molte persone compiono lunghi viaggi per immergere le ceneri della cremazione dei loro familiari nelle acque del Gange; si crede che questa immersione possa far salire l'anima al cielo. Numerosi luoghi sacri indù si trovano lungo le sponde del fiume Gange, tra cui Haridwar e Varanasi, la città più importante dell'induismo. Si ritiene che bere l'acqua del Gange farà sì che dopo l'ultimo respiro l'anima salirà al cielo.
Al Gange si fa riferimento nel Rig-Veda, la prima tra le scritture indù. Appare nel nadistuti (Rig Veda 10.75), che elenca i fiumi da est a ovest. Anche nel Rig Veda 6.45.31, la parola Ganga è accennata, ma non è chiaro se il riferimento è al fiume.
Gli induisti credono anche che la vita sia incompleta senza la balneazione nel Gange almeno una volta nella propria esistenza. Una buona parte delle famiglie indù tiene un flaconcino di acqua del Gange nella propria casa. Viene considerato prestigioso detenere l'acqua della Santa Ganga in casa, e in tal modo, se qualcuno sta morendo, sarà sempre in grado di bere la sua acqua. Molti indù credono che l'acqua della Ganga possa ripulire l'anima di una persona da tutti i peccati passati, e che possa anche curare i malati. Le antiche scritture ricordano che l'acqua del Gange porta le benedizioni dei piedi del Signore Visnù; quindi la Madre Gange è anche conosciuta come Vishnupadi, che significa "proveniente dal piede di loto del Signore Supremo Sri Vishnu".
Alcune delle più importanti festività indù e raduni religiosi (intesi come culti) si celebrano qui. Varanasi ha centinaia di templi lungo le rive del fiume che vengono spesso inondati durante le piogge. Questa città, specialmente lungo le rive, è un importante luogo di culto indù e sede per la cremazione. La mitologia indiana afferma che Ganga, figlia di Himavan, re della montagna, aveva il potere di purificare tutto ciò che toccava. Ganga veniva dal cielo e purificava il popolo indiano. Anche dopo il funerale, gli indiani spesso immergono i corpi dei loro morti nel fiume, ritenendo così di purificarli dai loro peccati.
Il Gange era una divinità fluviale anche per i mitografi greci, padre di numerose Naiadi, una delle quali, Limnee, avrebbe generato il bellissimo Ati, arciere dalla mira infallibile.

## Nella cultura moderna
- La descrizione del Gange è il riferimento geografico con cui si apre il primo romanzo d'avventura del ciclo indo-malese di Emilio Salgari, I misteri della jungla nera.

- Tra il 1679 e il 1680 il musicista Alessandro Scarlatti compose l'opera L'honestà negli amori, contenente l'aria "Già il sole dal Gange", la quale è divenuta popolare grazie alle interpretazioni di Beniamino Gigli, Carlo Bergonzi, Cecilia Bartoli, Luciano Pavarotti, Renato Bruson, José Carreras, Mario Lanza e altri.

## Curiosità
- Le ceneri di George Harrison sono state gettate nelle acque del Gange, per desiderio dell'artista.